# Antonio Corazzi
Antonio Corazzi (né le 16 décembre 1792 à Livourne et mort le 26 avril 1877 à Florence) était un architecte italien, représentant du néoclassicisme.

## Biographie
Antonio Corazzi est le fils d'un impresario du théâtre Avalorati de Livourne. En 1811, après avoir obtenu son diplôme d'un lycée piariste, il entre à la Reggia Accademia delle Belle Arti del Disegno de Florence, où il étudie probablement jusqu'en 1816.
En 1818, le gouvernement Staszic du Royaume de Pologne demande au gouvernement de Toscane de lui recommander un architecte et en 1819, il va à Varsovie.
Après 27 ans en Pologne, il retourne à Florence. En 1847, il est nommé membre de l'Académie des Beaux-Arts de Florence, où il conçoit, entre autres, le Parlement (vers 1860), le Panthéon de Dante (vers 1865) et les théâtres d'Alexandrie et de Copenhague.
Après son retour en Italie, il devient membre de l'Accademia di Belle Arti de Florence. Antonio Corazzi est mort à Florence le 26 avril 1877.

## Œuvres principales
- 1820 : Palais de Hołowczyc
- 1823 : Palais Staszic
- 1824 : Palais de Mostowscy
- 1825 : Palais du Ministre du Trésor
- 1827 : Palais du Sandomir à Radom
- 1828 : L'édifice de la banque nationale de Pologne
- 1833 : Grand Théâtre de Varsovie
- 1836 : L'édifice du musée de Maria Konopnicka à Suwałki
- 1837 : Palais de Rastawiecki à Dolhobycz
- 1841 : Le monument des Loyalistes (qui n'existe plus).

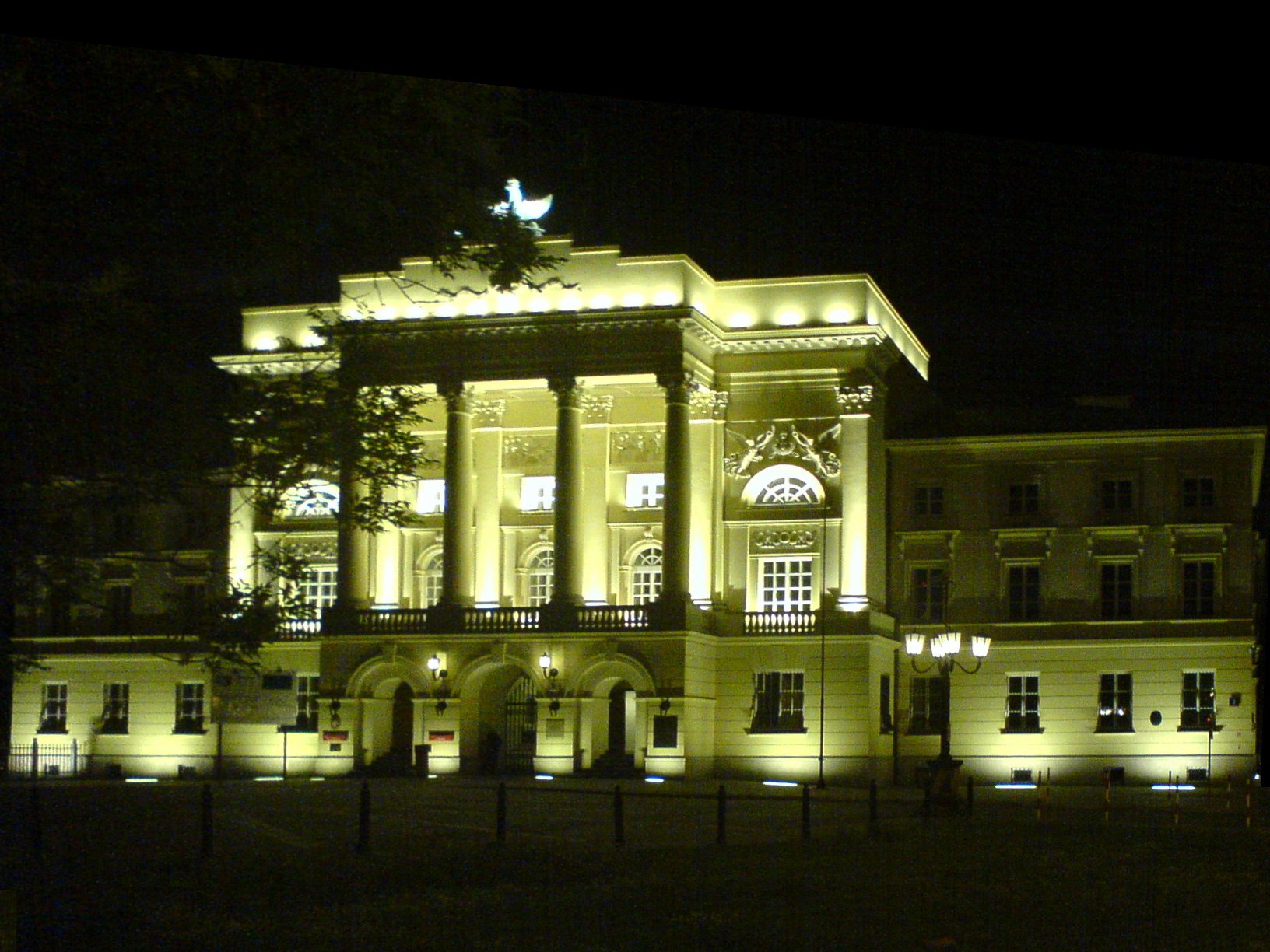
Palais de Mostowscy
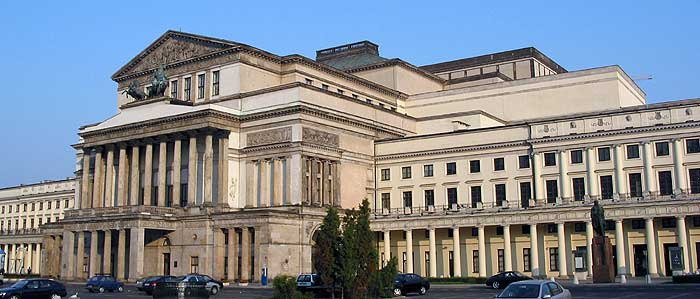
Grand Théâtre de Varsovie
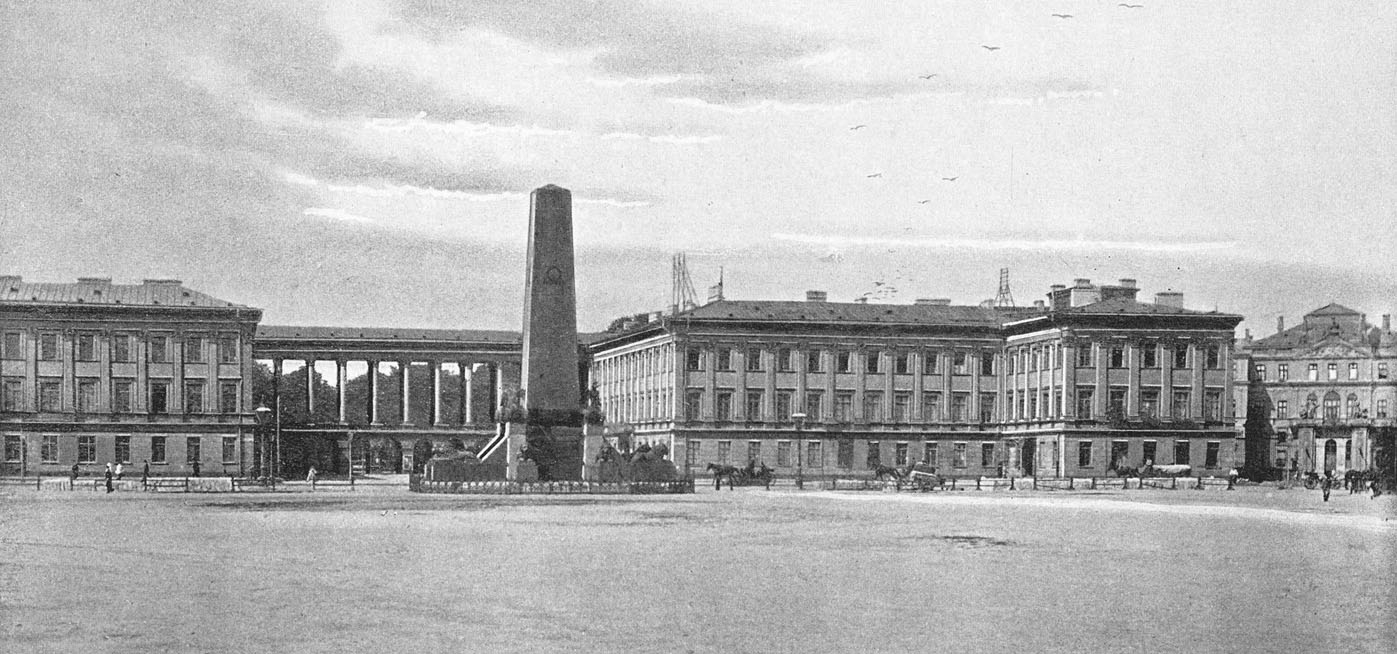
Monument aux Loyalistes